# Быть первым (фильм, 1991)
«Быть первым» (иер. трад. 跛豪, англ. To Be Number One) — гонконгский боевик 1991 года режиссёра Мэн Кит Пуна. Фильм снят по мотивам жизни реального гангстера Нг Сик-хо.
Картина получила 7 номинаций на 11-й Гонконгской кинопремии, завоевав две победы за «Лучший фильм» и «Лучший сценарий».

## Сюжет
Беженец-чаошанец Хо (Рэй Луи) вместе со своими друзьями приезжает в Гонконг из материка с намерением покорить этот город. Он делает своих людей «пешками» в руках коррумпированного полицейского Толстяка Квана (Кент Чэн), чтобы контролировать торговлю наркотиками. Хо набирает силу и постепенно уничтожает всех своих врагов. Однако в итоге его империи приходит конец.

## В ролях
- Рэй Луи[англ.] — Нг Сик-хо[англ.]
- Лоуренс Нг[англ.] — Мин
- Уэйз Ли — Ман
- Кент Чэн — Толстяк Кван
- Сесилия Ип — Цзе Юн-инь
- Эми Ип — Мэй
- Кеннет Цан — Луи Лок[англ.]
- Элвис Цуй[англ.] — Дамми

## Награды и номинации
| Награды                     | Награды                           | Награды                | Награды   |
| Кинопремия                  | Категория                         | Лауреат / претендент   | Результат |
| --------------------------- | --------------------------------- | ---------------------- | --------- |
| 11-я Гонконгская кинопремия | Лучший фильм                      | Быть первым            | Победа    |
| 11-я Гонконгская кинопремия | Лучшая режиссёрская работа        | Мэн Кит Пун            | Номинация |
| 11-я Гонконгская кинопремия | Лучший сценарий                   | Стивен Шиу, Джонни Мак | Победа    |
| 11-я Гонконгская кинопремия | Лучший новый актёр                | Рэй Луи                | Номинация |
| 11-я Гонконгская кинопремия | Лучшая мужская роль второго плана | Кент Чэн               | Номинация |
| 11-я Гонконгская кинопремия | Лучшая женская роль второго плана | Сесилия Ип             | Номинация |
| 11-я Гонконгская кинопремия | Лучший монтаж                     | Пун Хун                | Номинация |